# مسدس ضوئي

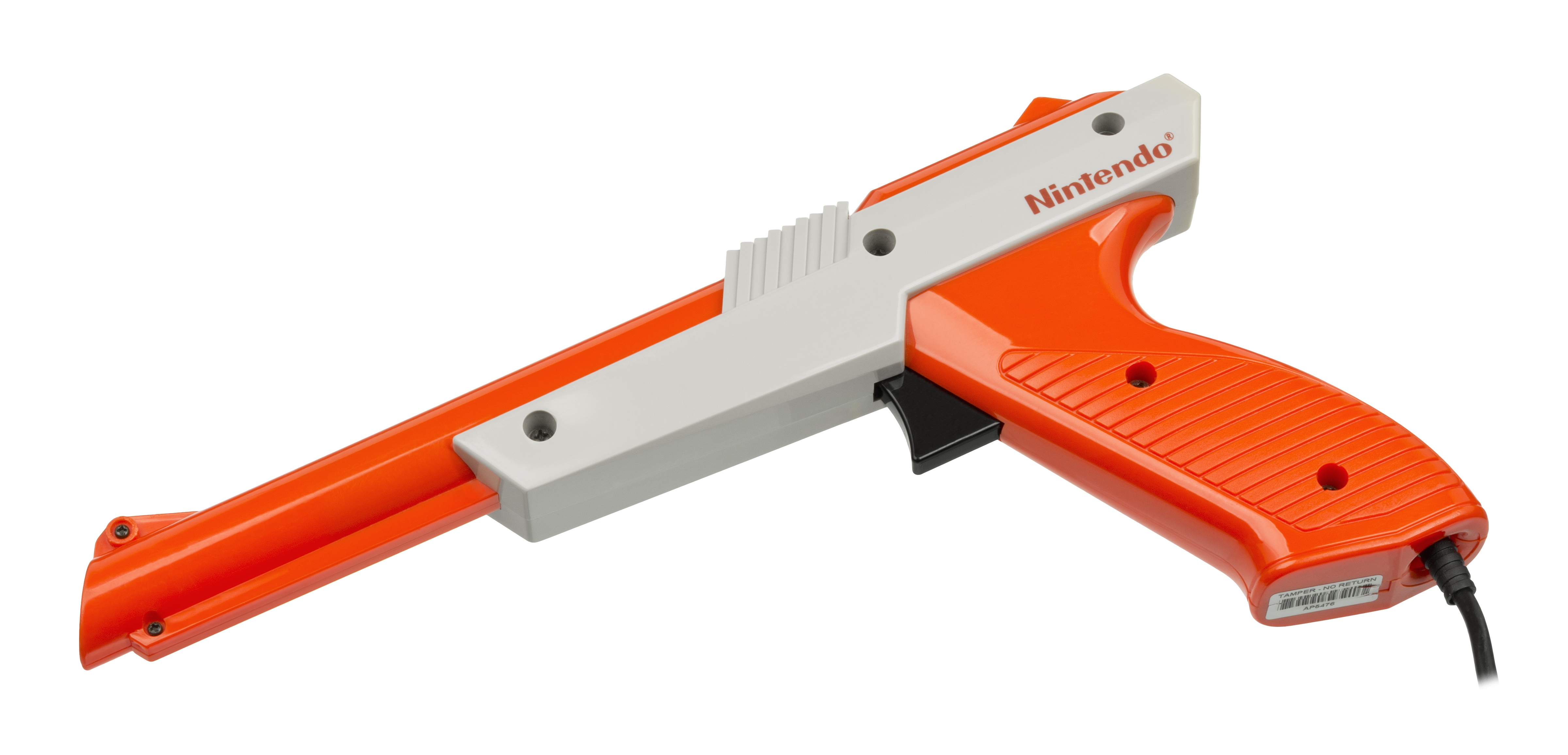
إن إي إس زابير؛ أقدم سلاح ضوئيّ لشركة نينتندو.

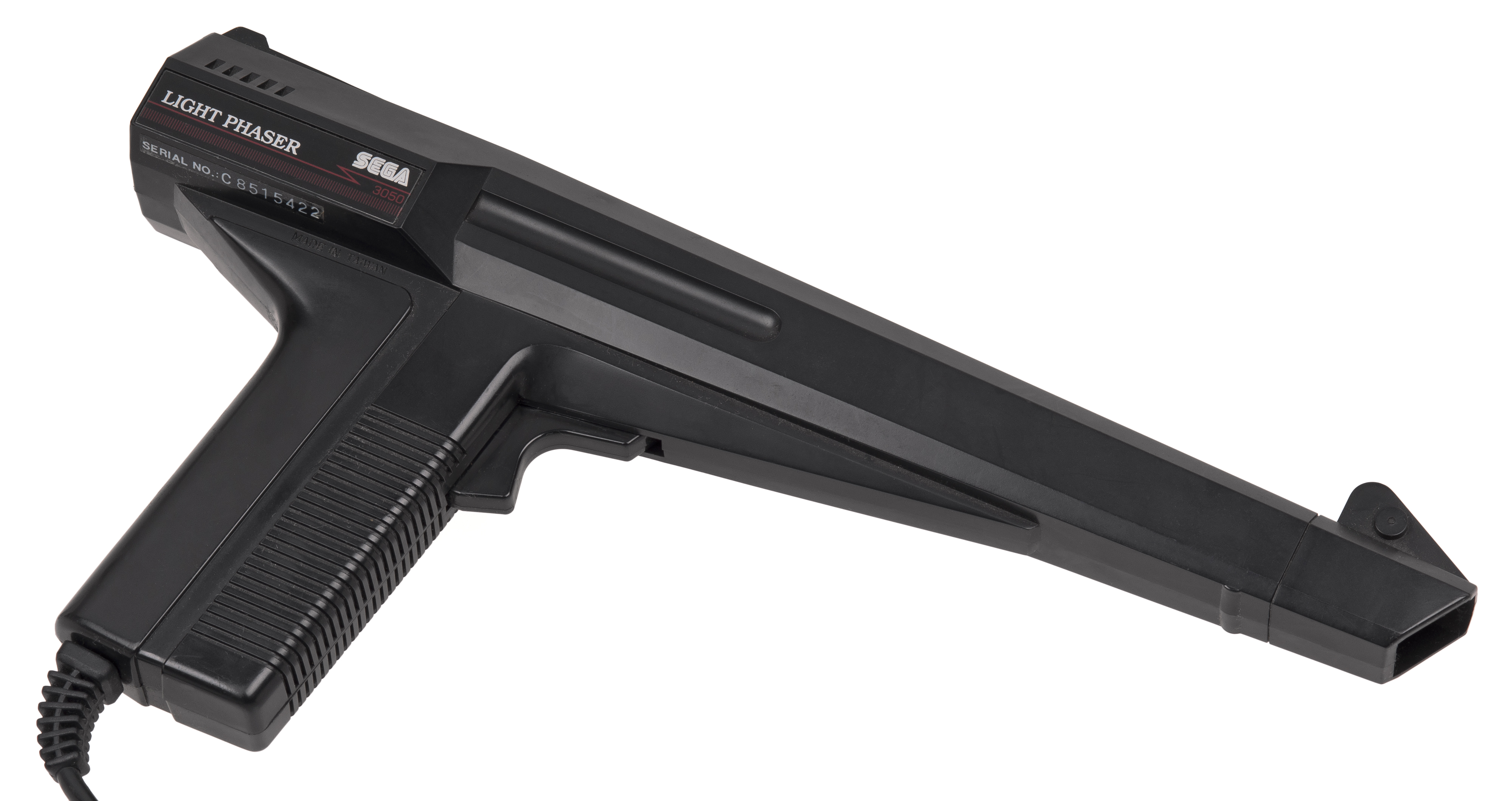
نظام سيغا الرئيسيّ، مُطاوِر (Phaser) سيغا الضَوئِيّ

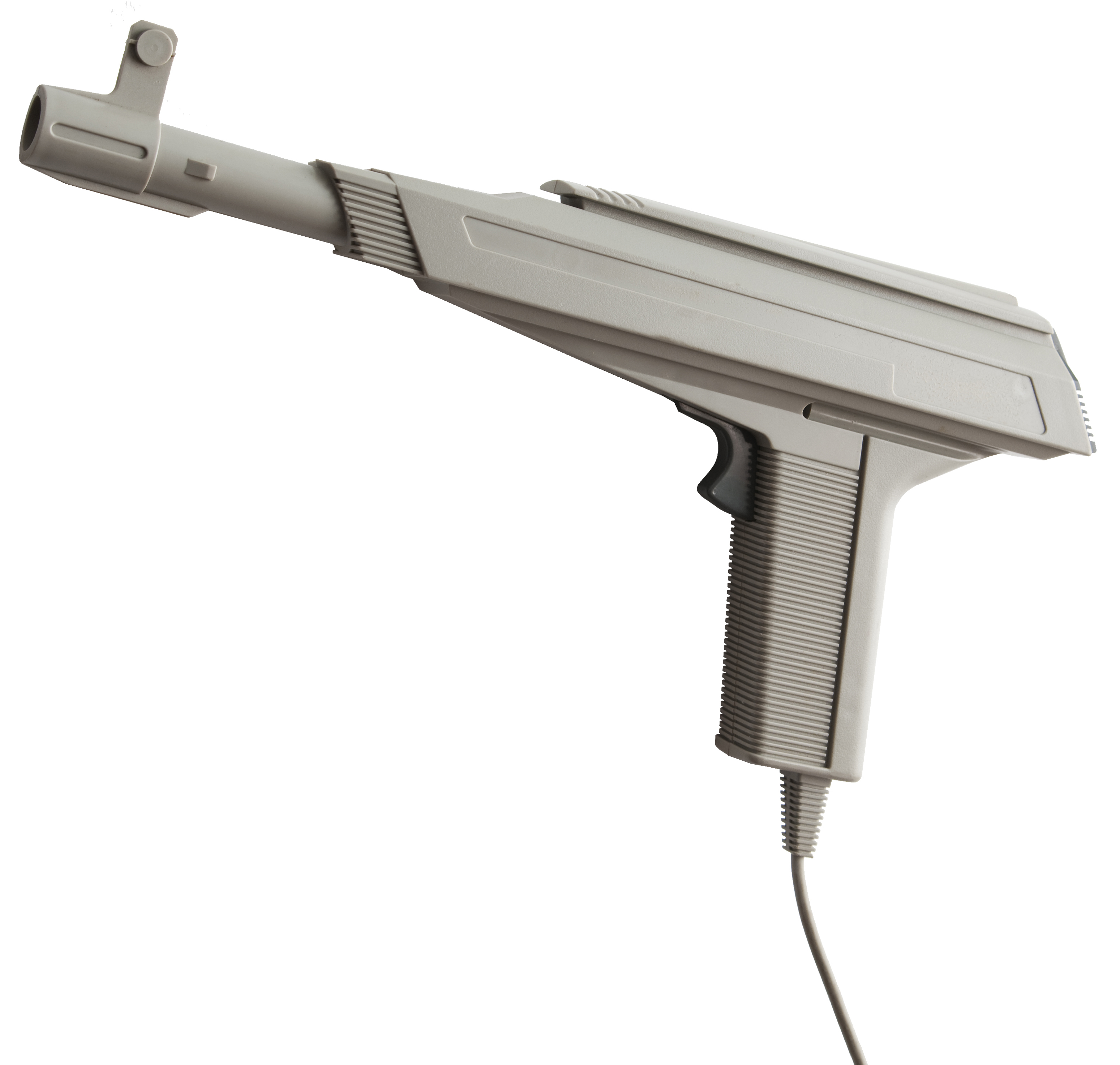
سلاح أكس جي-1 الضَوئِيّ لشركة أتاري.

مسدس ضوئي (بالإنجليزية: light gun)‏ هو جهاز تأشير للحواسيب ولأجهزة التحكُّم في ألعاب الصالات ومشغلات ألعاب الفيديو، ويُصَنَّع بشكلٍ يشبه المُسَدَّس.
تعمل المسدسات الضوئيّة الحديثة المُعتَمدة على الشاشات عبر وضع حَسّاس بَصَرِيّ داخل المسدس، والَّذي يستقبل مُدخَلَه من الضوء المُنبَعِث من الأهداف (نقاط التصويب) على الشاشة. أوَّل جهاز من هذا النوع هو القلم الضوئيّ، واستخدِم في حاسوب الزوبَعة (Whirlwind) لمعهد ماساتشوستس للتقنيّة.
الآن، نادرًا ما يستَخدَم جِهازا الإشارة المسدس الضوئيّ وسَلَفُه القلم الضوئيّ وذلك بسبب الشعبيّة العريضة للفَأرة والتغيُّرات الَّتي طرأت على تقنيّة عَرض شاشة الحاسوب؛ بحيث أصبحت الأسلحة الضوئيّة التقليديّة تعمل فقط مع شاشات أُنْبُوْب الإِشْعاع المَهْبِطيّ.[بحاجة لمصدر]

## التاريخ المبكر
ظهرت أولى الأسلحة الضوئيّة في الثلاثينات (~1930)، بعد تطوير الصِمامات المُفَرَّغة الحَسَّاسة للضوء. وبعدها بفترة قصيرة بدأت التقنيّة بالظهور في ألعاب تصويب أركيد، بدايةً مع لعبة سيبورغ راي-أو-لايت في 1936. وقد استخدَمت هذه الألعاب، مثل لعبة مَساس اللّيزر الحديثة، استخدمت أهدافًا صغيرة (عادةً ما تكون متحرّكة) عند نقطة تصويب الصِمام الحَسَّاس للضوء؛ بحيث يستخدِم اللاعب سلاحًا (عادةً ما يكون بُندقيّة) يُصدِر حُزْمَة من الضوء عند سَحْب الزِنْد. إذا اصطدمت الحزمة بالهدف، عندها تُسَجَّل «ضَربة» (بالإنجليزية: hit)‏.
لقد تطوَّرت هذه الألعاب عبر عقود متتابعة، وتوِّجَت بلعبة المِئْفاق لشركة سيغا؛ الَّتي تُعَدُّ أوَّل لعبة ناجحة للشركة صدرت في عام 1966، بحيث تَستَلزِم من اللّاعِب استهداف سُفُن ورقيّة. كانت «المِئْفاق» لعبة كَهْرَميكانيكيَّة مُبَكِّرَة، وأوَّل لعبة أركيد تُكلِّف رُبْعًا عند اللّعب. جَلَبَت -لعبة سيغا لعام 1969 الّتي سُمِّيَت- قذيفة (بالإنجليزية: Missile)‏ معها الأصوات الإلكترونيّة وشريط فيلم متحرِّك لتمثيل الأهداف على شاشة الإسقاط، وجلبت لعبة القرش القاتِل (بالإنجليزية: Killer Shark)‏ لعام 1972 معها سلاحًا ضوئيًّا مُرسىً (مُثَبَّتًا) يُطلِق على أهدافٍ تُعرَض حركاتها واستجابتها باستخدام إسقاط الصورة الخلفيّ على الشاشة. أطلقت نينتندو سِلاح الشعاع (Beam Gun) في 1970 ونظام تصويب ليزر كلاي في 1973، وتبعتها لعبة أركيد «السلاح البري» في 1974، الَّتي استخدَمت إسقاط فيديو لعرض الأهداف على الشاشة. في 1975، أطلقت سيغا السلاحين الضوئيين التَعاوُنيين «سلاح البالون» (بالإنجليزية: Balloon Gun)‏ و«وَسْمَة الرصاصة» (بالإنجليزية: Bullet Mark)‏.

## الاستخدام في ألعاب الفيديو
صُمِّمَ سلاح ألعاب الفيديو الضوئيّ وفقًا للسلاح القَذائفيّ (بالِستيّ، عادةً ما يكون مُسَدَّسًا) ويستخدم للتصويب على الأجسام في الشاشة. يمكن للسلاح الضوئيّ محاكاة ارتداد السلاح بواسطة ارتِجاع القوّة، وكان أوَّل سلاح للمُشَغِّل المنزليّ (home console) عبارة عن بُندقيّة كبيرة هي معرض التصويب لماغنافوكس أوديسي، والّتي تبدو واقعيّة للغاية بحيث تحتاج لأن يُرَد «ديك البندقيّة» بعد كل ضربة.
إنَّ الأسلحة الضوئيّة شائعة للغاية في ألعاب أركيد، لكن لم تستخدم في مشغل ألعاب الفيديو المنزليّ حتّى ظهر نظام ترفيه نينتندو ونظام سيغا لرئيسي وسوّاقة ميغا ونظام ترفيه نينتندو المُمتاز وأتاري إكس إي جي إس (Atari XEGS). العديد من أنظمة «بونغ» (لعبة إلكترونية على جهاز الأتاري) المنزليّة السبيعينات (~1970) تتضمّن مُسدّسًا أو بندقيّة للتصويب على أهداف بسيطة على الشاشة، من أشيع هذه لأسلحة هو نينتندو زابير لشركة نينتندو، وتعدّ لعبة «صائد البط» من أكثر الألعاب شهرةً.
لا يمكن استخدام الأسلحة الضوئيّة التقليديّة على الشاشات البلّوريّة-السائلة وشاشات البلازما، وتواجهها مَشاكِل مع شاشات الإسقاط.
يوجد أيضًا أسلحة ضوئيّة لمحطّة لعب سيجا ساترن ولمُشَغِّلات وأنظمة أركيد أخرى. من ألعاب فيديو السلاح الضوئيّ الأخيرة: "الشر المقيم: سجلّات أمبريلا"، "أزمة الوقت 4"، "الشرطي الافتراضي 3"، منزل الموت: إفراط في القتل".
في 2007، أطلقت نينتندو وي زابير لوي، وهو غلاف بلاستيكيّ يحتوي داخله بُعَاْدِيّ وي (عن بُعْدٍ) ونانتشوك لألعاب الفيديو ذات أسلوب الأسلحة. رغم عدم احتواءه على أيٍّ من تقنيَّات السلاح الضوئيّ التقليديّة، لكنّه يستفيد من نظام التَعَقُّب بالأشعّة تحت الحمراء المُدمَج مع غِلاف بُعاديّ وي في سبيل إصابة الأهداف المُتوافِقة على الشاشة. يرجع اسمه إلى نينتندو زابير الكلاسيكيّ لنظام ترفيه نينتندو. وقد أطلقت شركة سوني أيضًا مُلحَقات تأوي المُتحَكِّم بحركة بلاي ستيشن موف بشكل مُسَدَّس أو بُندقيّة، سُمِّيَ لاحقًا باسم قَوّاص حادّ (بالإنجليزية: Sharp Shooter)‏.
وأيضًا استخدمت غان كون 3 لنامكو حَسّاسًا بَصَرِيًّا للأشعّة تحت الحمراء مُشابهًا لبُعَادِيّ وي.

## التصميم
سُمِّي «السلاح الضوئيّ» بهذا الاسم بسبب استخدامه للضوء كوسيلة لاكتشاف أين يصوّب اللّاعب في الشاشة. يبعث الاسم على الاعتقاد أنَّ السلاح نَفسَه يُصدِر شُعاعًا من الضوء، لكن في الواقع أغلب الأسلحة الضوئيّة «تتلقّى» الضوء عبر صِمام ثنائيّ ضَوئيّ موجود في السَبَطانَة.
هناك إصداران يشيع استخدامهما من هذه التقنيّة، لكن يبقى المفهوم نفسه: عند سحب زند السلاح، تُفَرَّغ الشاشة للسَواد ويبدأ الصِمام الثنائيّ بالاستقبال. يَتَلَوَّن كل أو جزء من الشاشة بالأبيض بحيث يسمح للحاسوب بمعرفة إلى أين يُشير السلاح، اعتمادًا على أين اكتشف الصِمام الثنائيّ الضوء. لا يُلاحِظ مُستَخدِم السلاح الضوئيّ أي شيء أو يلاحظ القليل، وذلك بسبب الفترة الضئيلة الّتي تكون فيها الشاشة فارغة بحيث لا تتعدّى جزءًا من الثانية (انظر «اسْتِدامَةُ الرُؤْيَة»).

### أهداف متتابعة
استُخدِمَت أوَّل وسيلة اكتشاف (تحقُّق) من قِبَل زابير (بالإنجليزية: Zapper)‏، معتمدةً على رسم كلّ هدف بتتابعٍ بالضوء الأبيض بعد أن تسودّ الشاشة. يعرف الحاسوب أنَّه إن اكتشف الصِمام الثنائيّ الضوء مَرسومًا كمربّع (أو بعد أن تنتعِش الشاشة (يُعاد تحميلها: refreshes))، عندها يكون هذا هو الهدف الّذي يُشير إليه السلاح. فبذلك، يخبر الصِمام الثنائيّ الحاسوب فيما إذا أصاب اللّاعِب شيئًا ما أم لم يصب، ولكلّ ن عنصر، يفيد تسلسل رسم الأهداف بإخبار الحاسوب «أيّ» هدف أصابه اللّاعب بعد 1 + سَقِّف(لغ2(ن)) إنعاش (إنعاشة واحدة لتحديد فيما إذا أصيب هدف ما وَ سَقِّف (لغ2(ن)) للقيام ببحثٍ ثنائيّ عن العنصر الّذي أُصيب).
في الألعاب غير مُتقنة التصميم، يمكن للّاعب -غالبًا- التصويب على مِصباح الإنارة أو أي مصدر ضَوئيّ بَرَّاق آخر، ويسحب الزند فيجعل النظام يكتشف -عن طريق الخطأ- ضربة على أوّل هدف في كلّ مَرَّة. وتقوم الألعاب الجيِّدة بتجاوز هذه العِلّة بالتحقُّق فيما إذا تطابقت كلّ الأهداف أو بعرض شاشة سوداء وتأكيد أنَّه «لم يتطابق أي هدف».

### توقيت الأشعة المهبطية

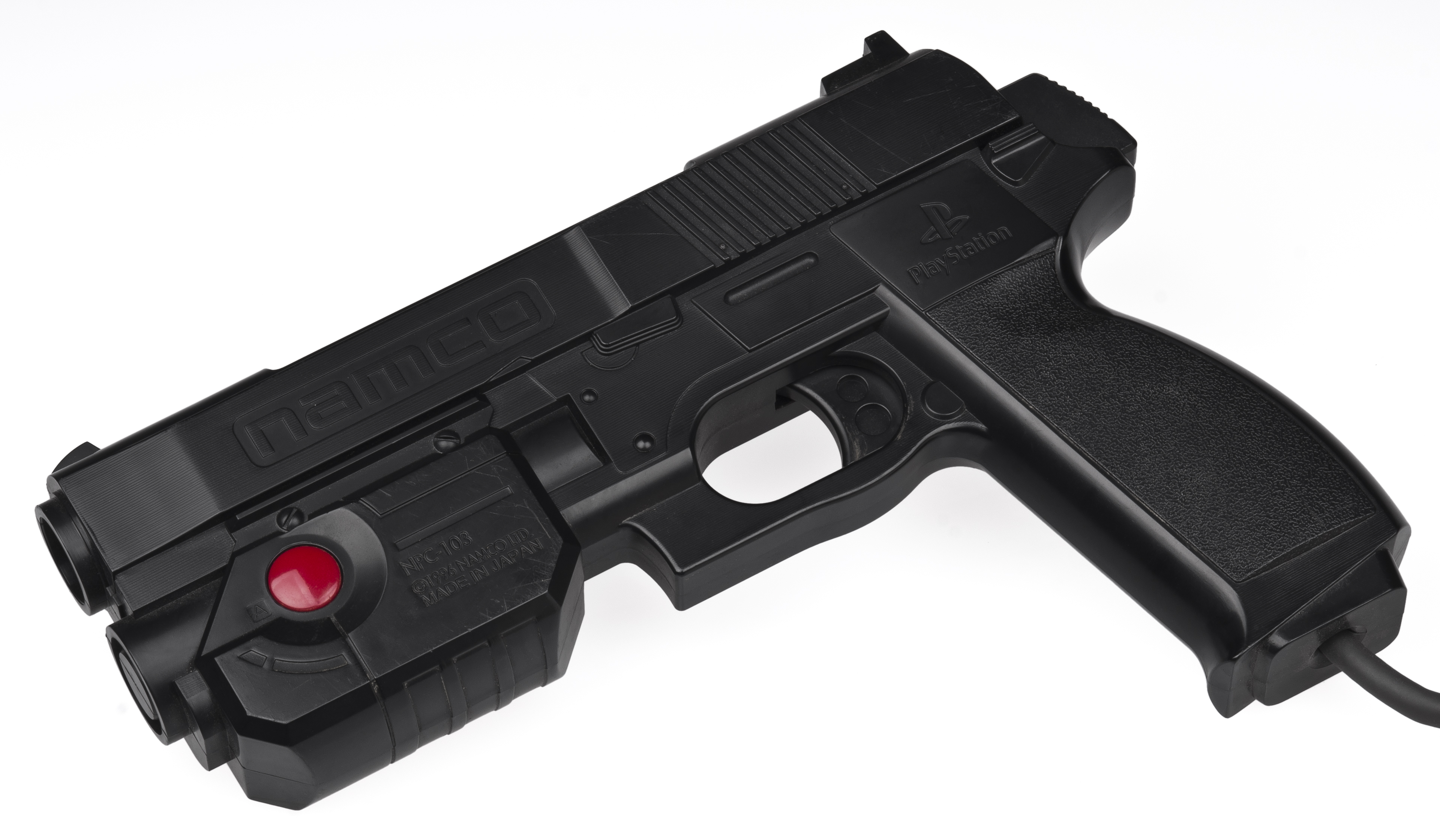
الـغان كون الأسود الّذي صَنَّعته نامكو للبلاي ستيشن.

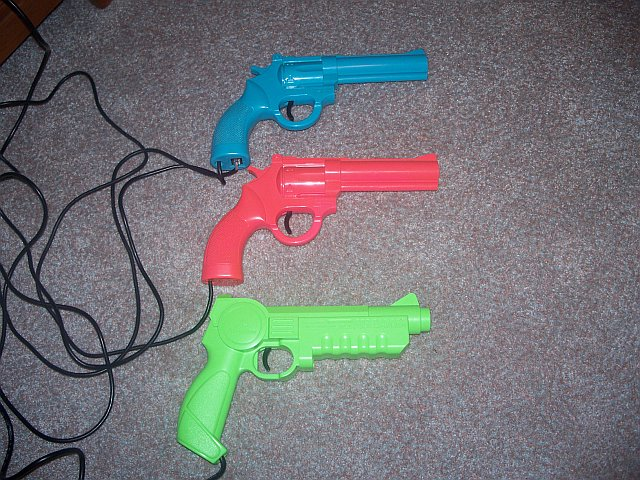
مُسَوِّغ كونامي الأزرق (في الأعلى) والورديّ (في الوسط) المصنوع من أجل نظام ترفيه نينتندو الممتاز والأخضر (في الأسفل) المصنوع من أجل البلاي ستيشن.

هي الوسيلة الثانية الّتي يستخدمها سوبر سكوب لنظام ترفيه نينتندو الممتاز والقلم الضوئيّ الخاص بالحواسيب، وهي أكثر إتقانًا ودقّة.
تتمحور الخدعة في هذه الوسيلة حول طبيعة أُنبوب الشُعاع المَهْبِطِيّ الموجود بداخل شاشة الفيديو (كانت أَنابيب الشُعاع المَهْبِطِيّ هي شاشات التلفاز المتوفّرة والوحيدة في أواخر الثمانينات (~1980) وبدايات التسعينات (~1990)، وكان لها شعبيّة واسعة). بحيث تُرسَم الشاشة من خلال مَسْح (scanning) حزمة الإلكترون المُسافِرة عبر الشاشة ابتداءً من الأعلى لحين ضربها للنهاية، وبعدها تتحرَّك للأسفل لتحديث السطر التالي؛ تتكرَّر هذه العمليّة لحين رسم كامِل الشاشة، وتظهر للعين البشريّة كما لو أنَّها حدثت بسرعة شديدة.
عندما يسحب اللّاعب الزند، يقوم الحاسوب (غالبًا بمساعدة مجموعة دوائر العَرض (display circuitry)) بتوقيت كم يستلزم من الوقت لتحفِّز حزمة الإلكترون الفُسْفُور في الموقع الّذي يُشير إليه السلاح. يُرسِل السلاح الضوئيّ إشارة بعد أن يحسَّ بالتغيُّر الصغير المُفاجِئ في سُطوع نقطة من الشاشة عندما يقوم مِدفع الإلكترون بإنعاش (تجديد) تلك النقطة. عندها يحسب الحاسوب الموقع الهدف اعتمادًا على مُعَدَّل إنعاش الشاشة الأفقيّ (الوقت الثّابت الّذي يستلزمه الشعاع ليصل من الجهة اليسرى إلى اليمنى من الشاشة)، إمَّا أن يوفِّر الحاسوب الوقت المُعتَمَد لمعدَّل الإنعاش الأفقيّ بواسطة وَصيلَة (connector) المُتَحَكِّم (كما في سوبر سكوب Super Scope)، أو أن يقرأ السلاح إشارة الفيديو المركَّبة بواسطة وَصيلَة-T على كَبْل A/V (كما في غان كون 2). حالما يعرف الحاسوب إلى أين يُشير السلاح، عندها سيستطيع الإخبار عبر اكتشاف التَصَادُم فيما إذا تطابَق مع الهدف أم لا.
تتجاهَل الكثير من هذه الألعاب (ومنها سوبر سكوب) الضوء الأحمر، وذلك لأنَّ للفوسفور الأحمر مُعَدَّل تَلاشٍ (decay) أبطأ من الفوسفور الأخضر أو الأزرق. بسبب ذلك، تُسْطِع (تُضيء) بعض الألعاب -لكن ليس كلّها- كامل بِكْسِلات (نِقَاط الشاشة، عَناصِر الشاشة: pixels) الشاشة بالأخضر أو الأزرق عندما يُسحَب الزند بهدف الحصول على ثباتٍ يُعتَمَد عليه عند الموقع الهدف.
لا يمكن عرض التوقيت في شاشات البلازما والعَرْض البِلَّوْرَيّ السائِلَة (LCD) و (DLP)، لأنّه ليس لديها حالة «إطفاء» بين الإنعاشات. قد تُبْدِي الإِلِكِتْرونِيَّات المُعالِجة للإشارة الرقميَّة تَأخُّرًا (تَلكُّؤًا) طفيفًا بين دَخْل الإشارة وعرض الخَرْج، بحيث لا يمكن التنبُّؤ به لأنّه قد يختلف بين طِرازات الشاشات وأنواع العَلامات التجاريّة وحتّى بين إعدادات أوضاع الشاشة الواحدة نفسها. إن لم يكن التأخُّر جيِّدًا للغاية (مُعْتَدًّا) من أجل الرد على فِعل اللّاعِب، سيكون ذلك كافيًا لتدمير مَضْبوطِيَّة (دِقّة) نظام السلاح الضوئيّ المُعتَمِد على توقيت العرض بالكامل.

### وسيلة مشتركة
صُمِّمَت بعض الأسلحة الضوئيّة للتصويب المُتتابِع، وليست موقوتة بدقّة كافية لتحصل على قراءة (س، ع) لإشارة الفيديو، لكن تستطيع استخدام تَوليف (مَزيج) من التصويب المتتابع مع توقيت شُعَاع المَهْبِط. أوَّلًا، تَسطَع الشاشة ويُقاس زمن الاستجابة في توقيت شعاع المهبط، لكن يقيس الحاسوب فقط أيّ خطّ مَسحٍ أصيب وليس أيّ بِكسِل أفقيّ أصيب. ولا يحتاج هذا الأمر تقريبًا لتوقيتٍ سريع كالّذي يستخدمه توقيت شعاع المهبط، بترتيبٍ كهذا: 15كيلو هِرتز لِـ ع بمُقابِل 5 ميغا هِرتز لِـ (س، ع) في تمييز العرض القياسيّ. ثمّ تتكرَّر اللّعبة متمحورةً حول هذه الأهداف المتتابعة على الخط.

### باعثي الأشعة تحت الحمراء
طُوِّرَت وسيلة جديدة لِمُعاوضة تقنيّة عرض أُنبوب الشُعاع المَهْبِطِيّ، تعتمد على واحدة أو أكثر من باعِثات الأشعة تحت الحمراء الموضوعة بقرب الشاشة، وحَسَّاس للأشعّة تحت الحمراء على فُوَّهَة السلاح. عند الضغط على الزند، يُرسِل السلاح شِدَّة حُزمة الأشِعَّة تحت الحمراء الّتي اكتشفها؛ تعتمد هذه الشدّة على المسافة والزاوية نسبةً إلى الشاشة، وتتوضّع حَسّاسات الزاوية (angle sensors) في السلاح. من خلال ذلك يكون بالإمكان حَل جُملَة المُعَادَلَة المُثَلَّثَاتيّة، ويُحسَب الموقع النِّسبيّ الثُلاثيِّ الأبعاد للفُوَّهة نسبةً إلى الشاشة. وثمّ بإسقاط الفوّهة على الشاشة وبوجود الزوايا المُقاسَة تُحَدَّد نقطة الارتطام (التَصَادُم). يُمكن مُشاهدة مِثال أوّلي (لا يَستَخدِم الأشِعَّة تحت الحمراء) لهذه التقنيّة في مُلحَق قُفَّاز القُوَّة لنينتدو، الّذي يستخدِم ثلاثة حَسّاسات فَوق صَوتِيّة (ultrasonic) تقوم بنفس الوظيفية كباعِثات للأشعة تحت الحمراء كالمُستَخدَمة في بعض الأسلحة الضوئيّة.
يشيع استخدام منحىً أبسط في ألعاب أركيد، بحيث لا يوجد حَسّاسات للزاوية بل هناك أربعة حَسّاسات للأشعة تحت الحمراء. لكنّها تبقى غير دقيقة عند التصويب من مَسافات وزوايا مُعَيَّنة؛ بسبب هامِش الخطأ الأوسع في حِساب الزوايا والموقع ثُلاثيّ الأبعاد.
في أحيانٍ أُخرى، قد تُستَخدَم ثلاثة باعِثات أو أكثر ذات أطوال موجات تحت الحمراء مُختلِفة ونفس العدد من الحسّاسات. يمكن الحصول على ثلاثة زوايا أو أكثر بواسطة هذه الوسيلة عند التَعْيير (calibration) المُلائِم، وبذلك لن نحتاج مِكْشافات للزاوية لتحديد موقع السلاح.
عادةً ما توضَع الحسّاسات حول الشاشة والباعِثات على السِلاح، وتبقى الحِسابات مُشابهة لِما ذُكِرَ آنفًا.
يَستَخدِم بعادي وي كاميرة فيديو بالأشعة تحت الحمراء في مُتَحَكِّمٍ مَحمول باليد، بدلًا من حَسّاسٍ بسيط.
تُستَخدَم هذه العائلة من الوسائل لبعادي وي المُسَمَّى غان كون 3، ولألعاب أركيد الحديثة الّتي تستَخدِم السلاح الضوئيّ.
الجانِب السَلْبِيّ لهذه الوسيلة هو أنّها ليست دقيقة كالسلاح الضوئيّ التقليديّ. وتُؤدّي المُعالَجة الإضافيّة لصورة الأشعّة تحت الحمراء إلى تَأخُّرٍ (تَلكُّؤٍ) أو «انْزِياح المؤشِّرة (رَكَّاض: cursor)»، كالّذي يحدث عند تمرير السِّلاح الضوئيّ أمام الشاشة بحيث يبدو «سَرَاب العُبُور» (crosshair) مُنْجَرًّا قليلًا خلف المكان الّذي يشير إليه السلاح الضوئيّ بالفعل.

### التقاط الصورة
تُستَبدَل الشاشة لجزء من الثانية بعرض لبكسلات بيضاء وسوداء عشوائيّة عندما يسحب المستخدم للزند، أو مجموعة من البكسلات (طوب الشاشة). للسلاح الضوئيّ قدرة تمييز جيّدة لكنّه يحتوي كاميرا رقميّة منخفضة عدد البكسلات مع حقل رؤية ضَيّق للغاية. عند التقاط بكسلات الصورة النقطيّة العشوائيّة المُشَفَّرة، يقوم السلاح بتحويل الصورة الصغيرة إلى مصفوفة ثنائيّة ممّا يسمح للحاسوب بتحديد الموقع الّذي كان يُشير إليه السلاح بدقّة، وتتوافَق هذه الوسيلة مع أيّ حجمٍ للشاشة. يتمّ إدخال حجم الشاشة ومسافة التصويب لداخل برمجيَّة السلاح، من أجل تحديد أبعاد البكسلات العشوائيّة لتمكين أفضل أداء على
جهاز السلاح الضوئيّ المُقتَرِن بالشحنة (charge coupled device).

### تعدد اللاعبين
تقوم اللعبة الّتي تستخدم أكثر من سلاح واحد بقراءة كل ضغطات الزِنادات باستمرارٍ، فعندما يسحب اللّاعب الزند تقوم اللعبة بقراءة هذا السلاح حتّى تعرِف أي عنصر أُصيب.

## أسلحة موقعية
يشيع استخدام الأسلحة الموقِعيّة (Positional guns) في فيديوهات أركيد. وهي عبارة عن سلاح مُرسىً (مُثَبَّت في مكان محدد) لحجرة أركيد على حامِل دَوّار يسمح للاعب بالتصويب باستخدام السلاح؛ غالبًا ما يرتَبَك بينها وبين السلاح الضوئيّ لكنّها تعمل بِاختلافٍ واضح. لا يُمكن تحريك هذه الأسلحة من الحجرة كما يحصل مع أنواع الأسلحة الأخرى، بحيث تُربَط وتوضَع في قِرابٍ (حافِظة) مُرسىً. وهي أغلى ثمنًا لكنّها أسهل للإصلاح وتصمد لفترة أطول.

## نماذج السلاح الضوئي
- Oscilloscope Light Gun – كارل فرديناند براون – 1947
- Beam Gun – نينتندو – 1970
- ماغنافوكس أوديسي – ماغنافوكس أوديسي – 1972
- Laser Clay Shooting System – Nintendo – 1973
- السلاح البري – Nintendo – 1974
- Wonder Wizard – General Home Products – 1976
- ColorSport VIII – Granada – 1976
- GD-1380 – Heathkit – 1976
- TV-Sports 801 – Lloyds – 1976
- Sportsman, Tournament 150, 200, 2000, 2501 – Unisonic – 1976/1976/1977/1977
- كوليكو تيلستار – كوليكو – 1977/1977/1978
- أيه بي إف تي في فن – APF Electronics – 1977
- TV Master 6 - Binatone - 1977?[14]
- Visio Matic 101 – CIT Alcatel – 1977
- Model 1199 – Interstate (company) – 1977
- Markint 6 – Markint – 1977
- N20 (light gun) – فيليبس – 1977
- Visiomat 11 – Pizon-Bross – 1977
- TV Scoreboard – راديو شاك – 1977
- Home T.V. Game – Santron – 1977
- TV game  [لغات أخرى]‏ – سينهايزر – 1977
- 105 – Sportron – 1977
- 501 – Starex – 1977
- Mark V-C – Unimex – 1977
- XK 600B – Ingersoll (company) – 1978
- Jeu TV TVG-6 – Klevox – 1978
- OC 5000 Occitane – (SOE)- 1978
- Videosport – Prinztronic – 1978
- Color TV game – Sands 1978
- Telescore – SEB (company) – 1978
- Sports Centre, Colour TV game 3600 MK III – Granada (company) – 1979
- Color Multi-Spiel – Universum – 1979
- نينتندو زابير – نينتندو – 1984
- سيجا ماستر سيستم – سيجا – 1986
- Magnum Light Phaser - زد اكس سبكتروم - 1987
- XG-1 – آتاري (XEGS) – 1987
- Action Max – Worlds of Wonder  [لغات أخرى]‏ – 1987
- "Plus-X" Terminator Laser - شركة آسي - 1989
- LaserScope – كونامي – 1990
- Super Scope – Nintendo – 1992
- Menacer – Sega – 1994
- Gamegun - ثري دي أو
- Peacekeeper Revolver – فيليبس سي دي-آي – 1994
- GunCon – نامكو – 1997
- سيجا ساترن – Stunner −1995
- Dreamcast light guns – سيجا – 2000–2003
- GunCon 2 – نامكو – 2001
- Topgun – EMS – 2005
- Topgun II – EMS – 2007
- Wii Zapper - Nintendo - 2007
- GunCon 3 – نامكو – 2008
- Nerf N-Strike – عصب – 2008
- Integrated Pistol – MoProUsa – 2008